# 留日台灣同鄉會
留日台灣同鄉會是日本最具歷史且擁有最多會員的僑團，成立於1945年，幹部在僑界大多是領導人物，且一直致力於台灣和日本之間的交流，舉辦過很多活動，現任會長為蕭玉蘭。